# Veslemøy Narvesen

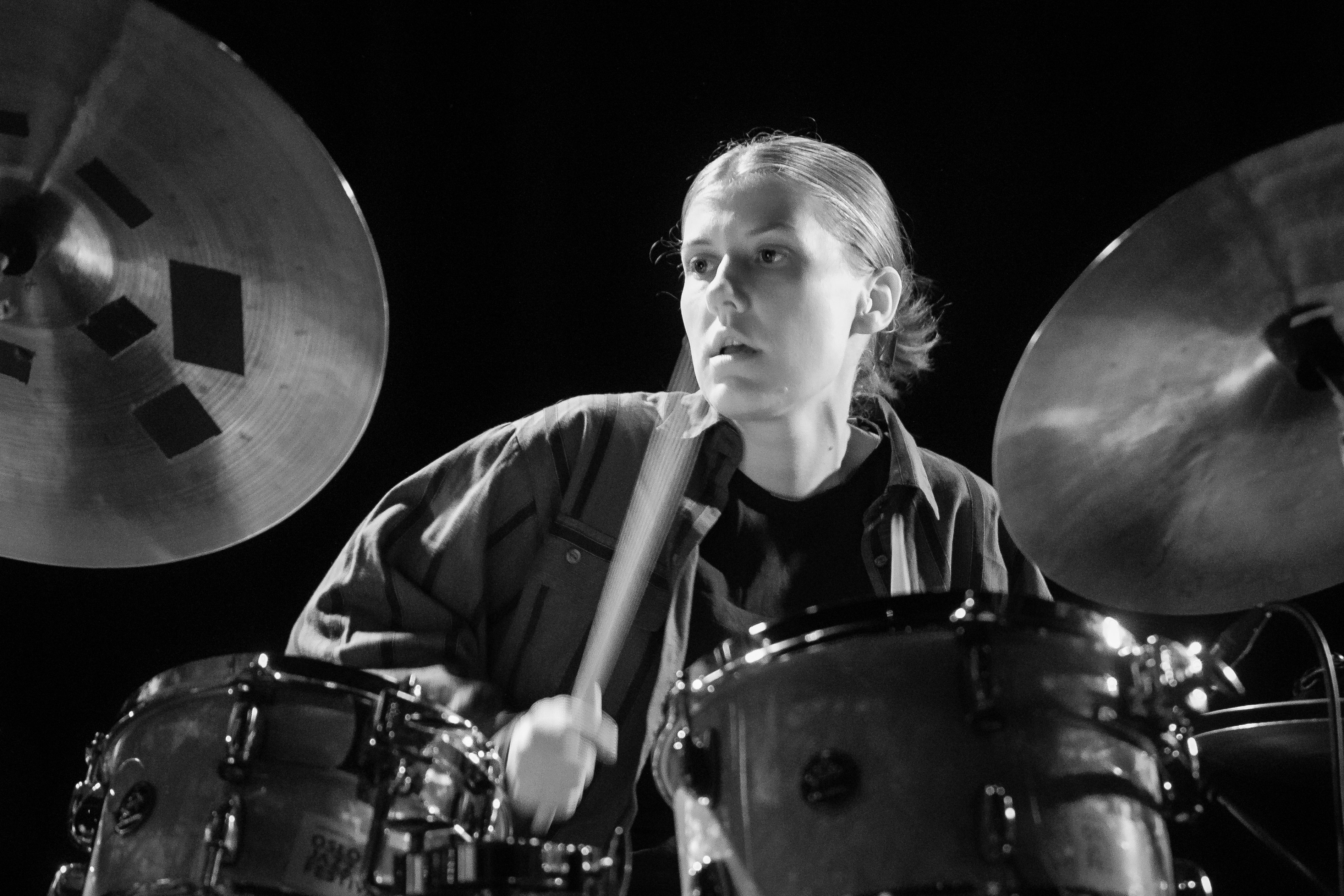
Veslemøy Narvesen (2023)

Hannah Veslemøy Narvesen (* 1997 in Kristiansand) ist eine norwegische Jazzmusikerin (Schlagzeug, auch Gesang, weitere Instrumente, Komposition), die als Norwegens neue Super-Schlagzeugerin gilt.

## Leben und Wirken
Narvesen wuchs in einem musikalischen Haushalt auf. Im Alter von sechs Jahren begann sie mit dem Geigenspiel, später erhielt sie klassischen Klavier- und dann ab dem zehnten Lebensjahr Gitarrenunterricht, bevor sie als Jugendliche das Schlagzeug entdeckte und dessen Spiel erlernte. Dann studierte sie an der Norwegischen Musikhochschule in Oslo und ab 2020 am Musikkonservatorium (Institutt for musikk, NTNU) in Trondheim.
2019 trat sie beim Oslo Jazz Festival mit dem kollaborativen Kongle Trio auf, das sie mit Liv Andrea Hauge (Piano) und Øystein Skjelstad Østensen (Bass) bildete, und mit dem sie in der Folge mehrfach im Ausland auftrat. Weiterhin spielte sie mit der Popband Mall Girl, KALLE, Ladybird Orchestra und Moddi und trat auch mit dem Trondheim Jazz Orchestra, Kit Downes, Nils Petter Molvær, Arve Henriksen, Ingebrigt Håker Flaten, Gard Nilssen, Anja Lauvdal und Mette Rasmussen auf. 2023 erschien ihr Debütalbum We Don’t Imagine Anymore auf Jazzland Recordings. Mit dem Kongle Trio legte sie Live at Molde Jazz vor. 2024 präsentierte Norsk rikskringkasting sie mit ihrer eigenen Superband, die „Jazz und Popmusik elegant verbindet.“ Sie ist auch auf Alben von Malin Pettersen, Benjamin Gisli, Frode Haltli oder Christian Skår Winther zu hören.

## Preise und Auszeichnungen
2020 erhielt Narvesen den Usbl Jazz Talent Award. Mit dem Kongle Trio gewann sie Jazzintro und das GRAMO-stipendet 2021.